# María Rosa Calvillo de Teruel
María Rosa Calvillo de Teruel (siglo XVIII) fue una mujer española, oriunda de Andalucía, autora del primer recetario femenino español.

## Biografía
María Rosa Calvillo de Teruel fue una mujer andaluza, probablemente de Sevilla, que vivió en el siglo XVIII y de la que se cree que fue la primera mujer en escribir un recetario en español. Apenas se conocen datos de su vida pero se cree que pudo ser cocinera en alguna casa burguesa de la época.
Su recetario Libro de apuntaciones de guisos y dulces está fechado en torno al año 1740 y recoge una selección de recetas variadas y sencillas que escribió sin mayor intención que recopilarlas para su propio uso y consulta. Calvillo no llegó a firmarlo y se incorporó posteriormente su nombre en la portada del cuaderno.

## Historia
En julio de 1969 el librero Luis Bardón envió el recetario como obsequio a la bibliotecaria e hispanista María Brey Mariño (familiar de Mariano Rajoy Brey), que se encontraba en Berkeley, California, sin conocer su relevancia. Cuando María Brey falleció el ejemplar pasó a formar parte de la biblioteca de la Real Academia Española.
Fue el bibliógrafo Víctor Infantes quien lo descubrió, estudió y lo dio a conocer.
Se puede consultar el manuscrito original en la web de la Biblioteca Digital de Madrid.

## Recetario
El recetario consta de 38 páginas en las que se recogen 100 recetas, 99 de ellas pertenecen a la autora y 1 la escribió la persona que firmó el cuaderno. Las recetas no tienen un orden establecido por lo que se piensa que María Rosa Calvillo de Teruel las iba anotando a medida que las recordaba o utilizaba. Por uso que se ve en el cuaderno se deduce que era de consulta y uso habitual.
María Rosa Calvillo de Teruel anotó recetas para todo tipo de alimentos, carnes, embutidos, casquería, pescados, vegetales, etc. entre las que destacan numerosas recetas de dulces y postres.
El cuaderno recoge preparaciones de distintos puntos de la geografía como "Modo de guisar los pichones en Extremadura”, “Cómo se hacen las tortas de Morón”, “Modo de hacer el dulce de huevo en Utrera” así como preparaciones de diferentes personas como "Modo de hacer el pastel de Mariquita”, “Cómo se hace el cuajado que hizo Antonia”, “Cómo guisa los pájaros la Tía Felipa”, “Modo de hacer la salchicha como doña Joaquina”, “Cómo se hace el cuajado de María Teresa” o “Cómo se hace el piñonate de María Manuela".

## Edición
La poeta y también profesora de la Universidad Complutense de Madrid, Elena Di Pinto, editó en 2013 el Libro de apuntaciones de guisos y dulces y actualizó el lenguaje del recetario que contenía numerosos populismos y andalucismos.